# آلاتری

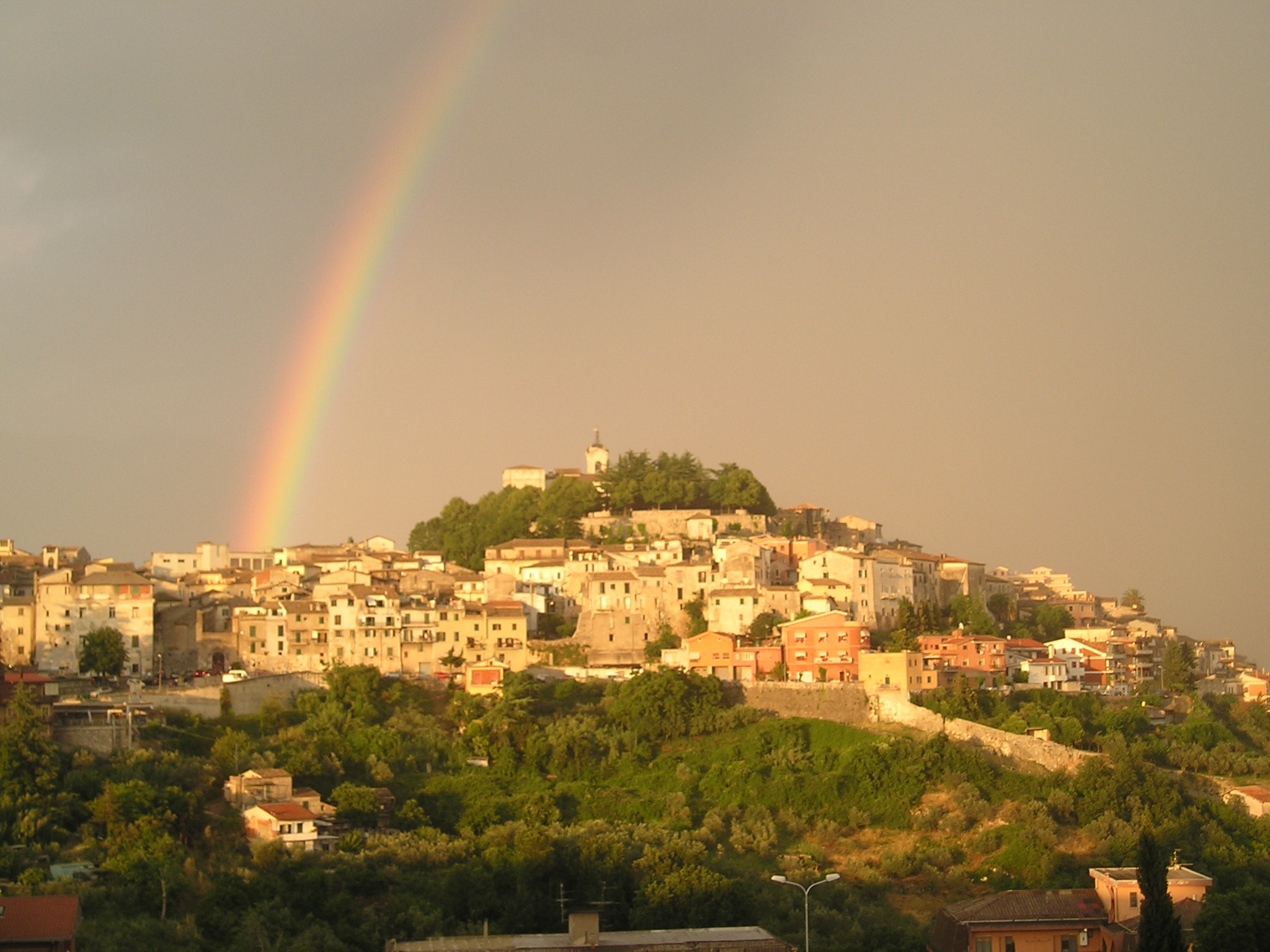

آلاتری (به ایتالیایی: Aletrium) یکی از شهرهای ناحیه لاتزیو ایتالیا است و حدوداً 30,000 جمعیت دارد.

## شهرهای خواهر
- آلیف, ایتالیا
- پیترلسینا، ایتالیا
- کلیسون, فرانسه، از ۲۰۰۰
- دیفیری, یونان